# Коваль, Антонина Михайловна
Антони́на Миха́йловна Кова́ль (укр. Антоніна Михайлівна Коваль; 2 марта 1931, с. Крысино, Богодуховский район, УССР, СССР) — украинский партийный деятель, колхозница, птичница колхоза «Родина» Богодуховского района. Герой Социалистического Труда (1966). Депутат Верховного Совета УССР.

## Биография
Родилась 2 марта 1931 года в крестьянской семье в селе Крысино (ныне Харьковской области). Окончила среднюю школу в родном селе, потом работала рядовой колхозницей. С 1959 года — птичница, бригадир и заведующая птицефермы колхоза «Родина» Богодуховского района. В 1961 году вступила в КПСС.
Избиралась делегатом XIII—XV съездов КПУ. Член ЦК КПУ с 1966 по 1986 год.
В 1966 году была удостоена звания Героя Социалистического Труда.
После выхода на пенсию проживала в городе Богодухов Харьковской области.

## Награды
- Герой Социалистического Труда — указом Президиума Верховного Совета СССР от 22 марта 1966 года.
- Орден Ленина
- Орден Трудового Красного Знамени
- Орден Октябрьской Революции